# واکنش پریلژااف
واکنش پریلژااُف(به انگلیسی: Prilezhaev reaction)، که با نام اپوکسیددار کردن پریلژااُف نیز شناخته می‌شود، واکنش شیمیایی یک آلکن با یک پراکسی اسید برای تشکیل یک گروه اپوکسید است. این نام به افتخار نیکولای پریلژااُف، که اولین بار این واکنش را در سال ۱۹۰۹ گزارش کرد، نامگذاری شده‌است. پراکسی اسید پر کاربرد در این واکنش، متا-کلروپروکسی‌بنزوئیک اسید ( m-CPBA) می‌باشد، که از پایداری و حلالیت خوبی در اکثر حلال‌های آلی برخوردار است. یک مثال از این واکنش بین اپوکسیددا کردن بین ترانس-۲-بوتن با m-CPBA برای تولید ترانس-۳٬۲-اپوکسی‌بوتان است: